# دنباله‌دار مک‌نات
دنباله‌دار مک‌نات (انگلیسی: Comet McNaught) که با نام‌های دنباله‌دار بزرگ‌سال ۲۰۰۷ و سی/۲۰۰۶ پی۱ نیز شناخته می‌شود، یک دنباله‌دار غیر تناوبی است که در ۷ اوت ۲۰۰۶ توسط اخترشناس بریتانیایی-استرالیایی رابرت اچ مک‌نات با استفاده از تلسکوپ اشمیت جنوبی اوپسالا کشف شد. این درخشان‌ترین دنباله‌دار در بیش از ۴۰ سال گذشته بود و در ژانویه و فوریه ۲۰۰۷ برای ناظران نیمکرهٔ جنوبی به راحتی با چشم غیر مسلح قابل مشاهده بود.
با قدر اوج تخمینی ۵٫۵-، این دنباله‌دار دومین درخشان‌ترین دنباله‌دار از سال ۱۹۳۵ بوده‌است. دنباله‌دار مک‌نات در اطراف حضیض در ۱۲ ژانویه، در روز روشن در سراسر جهان قابل مشاهده بود و طول دم آن در اوج ۳۵ درجه برآورد شد.
روشنایی سی/۲۰۰۶ پی۱ نزدیک حضیض با پراکندگی رو به جلو افزایش یافت.